# 마이크로소프트 디펜더 바이러스 백신
마이크로소프트 디펜더 바이러스 백신(Microsoft Defender Antivirus, 윈도우 10 2020년 5월 업데이트 전까지의 명칭: 윈도우 디펜더/Windows Defender, 윈도우 10 크리에이터스 업데이트 이후 버전에서의 명칭: 윈도우 디펜터 안티바이러스/Windows Defender Antivirus)는 마이크로소프트 윈도우에서 스파이웨어를 검색해 제거하고 예방하도록 고안된 마이크로소프트사의 소프트웨어 제품이다. 윈도우 8부터는 안티 바이러스 기능도 추가된다.

## 개요
윈도우 디펜더는 원래 자이언트 컴퍼니 소프트웨어(GIANT AntiSpyware)가 개발하던 자이언트 안티 스파이웨어를 기반으로 개발한 것이다. 마이크로소프트는 2004년 12월 17일 자이언트 컴퍼니 소프트웨어 인수를 발표하였다. 윈도우 디펜더는 윈도우 비스타에 기본 내장되어 있고, 윈도우 XP와 윈도우 서버 2003의 경우 마이크로소프트 사이트에서 무료로 내려 받아 사용할 수 있다.
원래의 자이언트 앤티스파이웨어는 윈도우 9x 계열 운영 체제를 지원했지만, 윈도우 디펜더는 그렇지 않다. 자이언트 컴퍼니 소프트웨어의 파트너였던 썬벨드 소프트웨어(Sunbelt Software)는 같은 엔진을 탑재한 카운터스파이(Counterspy)라는 이름의 제품을 판매하고 있는데, 이것은 윈도우 9x 계열의 운영체제를 지원하고 있다.
2006년 10월 25일에 영문판이 정식 공개되었다. 현재는 한국어 버전도 지원하고 있다.

## 변경사항

### 베타1
2005년 1월 7일에 마이크로소프트 안티스파이웨어(Microsoft AntiSpyware)라는 이름으로 공개되었다. 기능은 자이언트 스파이웨어와 같아 보이며, 기본적으로 사용자 인터페이스가 바뀌었을 뿐이다. 이 프로그램을 설치할 때 WGA 확인을 요구한다.

### 베타2
2006년 2월 14일에 공개되었으며, 윈도우 디펜더라는 정식 이름이 지어졌다. 베타1에 견주어 다양한 변화를 거쳤다. 사용자 인터페이스는 비주얼 베이직 언어로 짜여졌고 전보다 더 직관적으로 바뀌었다. 베타2는 윈도우 서비스로 동작하도록 변경되어 있어서 사용자가 로그인하지 않더라도 컴퓨터를 보호할 수 있다. 자이언트 앤티스파이웨어에 견주어 더 많은 취약 사항들의 보호를 지원한다. 이 버전도 WGA 확인을 요구한다.

### 정식
2006년 10월 25일에 공개되었으며 윈도우 XP, 윈도우 2003의 지원을 공식 발표하였다.

## 주요 기능

### 실시간 보호
윈도우 디펜더의 실시간 보호 기능은 선택 사항이며, 아래의 감시 기능을 가진다.
- 윈도우 시작시 자동 실행: 윈도우를 시동하면 감시 프로그램을 띄울 수 있다.
- 시스템 구성(설정): 윈도우의 구성 및 설정을 감시한다.
- 인터넷 익스플로러의 추가 기능: 인터넷 익스플로러가 실행되면 웹 브라우저의 추가 기능을 감시한다.
- 인터넷 익스플로러의 구성: 웹 브라우저의 구성을 감시한다.
- 인터넷 익스플로러의 다운로드: 내려 받는 프로그램이나 파일을 감시한다.
- 서비스와 드라이버: 각 서비스나 드라이버를 감시한다.
- 응용 프로그램 실행: 응용 프로그램을 실행할 때 이를 감시한다.
- 응용 프로그램 등록: 윈도우에 응용 프로그램을 등록하는 소프트웨어나 파일을 감시한다.
- 윈도우 추가 기능: 윈도우 추가 기능(add-on) 감시 프로그램이다. 소프트웨어 유틸리티라고도 한다.

### 마이크로소프트 스파이넷
마이크로소프트 스파이넷(Microsoft SpyNet)은 윈도우 디펜더를 사용하는 사람들의 모임이다. 여기에 가입하면 다른 사용자가 어떠한 조작을 했는지를 퍼센티지로 볼 수 있다. 가입은 의무 사항이 아니다.

### 소프트웨어 탐색기
소프트웨어 탐색기는 "시작 프로그램"이나 현재 실행 중인 프로그램, 네트워크에 접속하고 있는 프로그램, 윈속 프로그램을 표시할 수 있는 윈도우 디펜더의 일부이다.

### 윈도우 비스타만의 기능
윈도우 비스타에서는 컴퓨터가 시작되면 실행되는 "관리자 권한을 사용하는" 응용 프로그램의 실행을 모두 막아 버린다. 이 경우 프로그램 제공 업체에게 사실을 알리고 수정하는 것을 권한다. 이것은 UAC와 관련이 있다.

### 윈도우 8만의 기능
윈도우 8부터 기본적으로 탑재되는 윈도우 디펜더에 안티바이러스 기능이 추가되었다.

## 같이 보기
- 컴퓨터 바이러스
- 스파이웨어
- 애드웨어
- 윈도우 라이브 원케어